# Санта-Марія-Капуа-Ветере
Санта-Марія-Капуа-Ветере (італ. Santa Maria Capua Vetere) — муніципалітет в Італії, у регіоні Кампанія,  провінція Казерта.
Санта-Марія-Капуа-Ветере розташована на відстані близько 175 км на південний схід від Рима, 28 км на північ від Неаполя, 8 км на захід від Казерти.
Населення — 32 900 осіб (2014).
Щорічний фестиваль відбувається 22 жовтня. Покровитель — San Simmaco.

## Демографія
Населення за роками:

Станом на 1 січня 2023 року в муніципалітеті офіційно проживало 1826 іноземців з 70 країн, серед них 402 громадяни країн Євросоюзу та 527 громадян України.

## Відомі особистості
В поселенні народився:
- Джачинто Боско (1905—1997) — італійський юрист і політик.

## Сусідні муніципалітети
- Капуа
- Каринаро
- Казалуче
- Курті
- Мачерата-Кампанія
- Марчанізе
- Сан-Приско
- Сан-Таммаро
- Теверола